# Samuel Serrano
Samuel Serrano (* 17. November 1952 in Toa Alta, Puerto Rico) ist ein ehemaliger puerto-ricanischer Boxer im Superfedergewicht und Normalausleger.

## Profi
Bereits in seinem dritten Kampf musste Serrano seine erste Pleite einstecken. Am 16. Oktober 1976 gewann er durch einen einstimmigen Punktsieg über 15 Runde gegen den Philippinen Ben Villaflor den Weltmeistergürtel des Verbandes WBA. Es folgten insgesamt stolze 10 Titelverteidigungen. Im August 1980 verlor er den Gürtel an Yasutsune Uehara.
Im Rückkampf bezwang er Uehara und errang den Titel wieder. Dieses Mal konnte er diesen nur dreimal verteidigen. Im Jahre 1997 beendete er seine Karriere.